# Camponotus walkeri
Camponotus walkeri är en myrart som beskrevs av Auguste-Henri Forel 1893. Camponotus walkeri ingår i släktet hästmyror, och familjen myror.

## Underarter
Arten delas in i följande underarter:
- C. w. bardus
- C. w. walkeri